# Храм Усекновения Главы Иоанна Предтечи в Братееве
Храм Усекнове́ния Главы́ Иоа́нна Предте́чи в Брате́еве — православный храм в районе Братеево в Москве. Входит в состав Даниловского благочиния Московской епархии Русской православной церкви.
Настоятель — протоиерей Олег Воробьёв.

## История

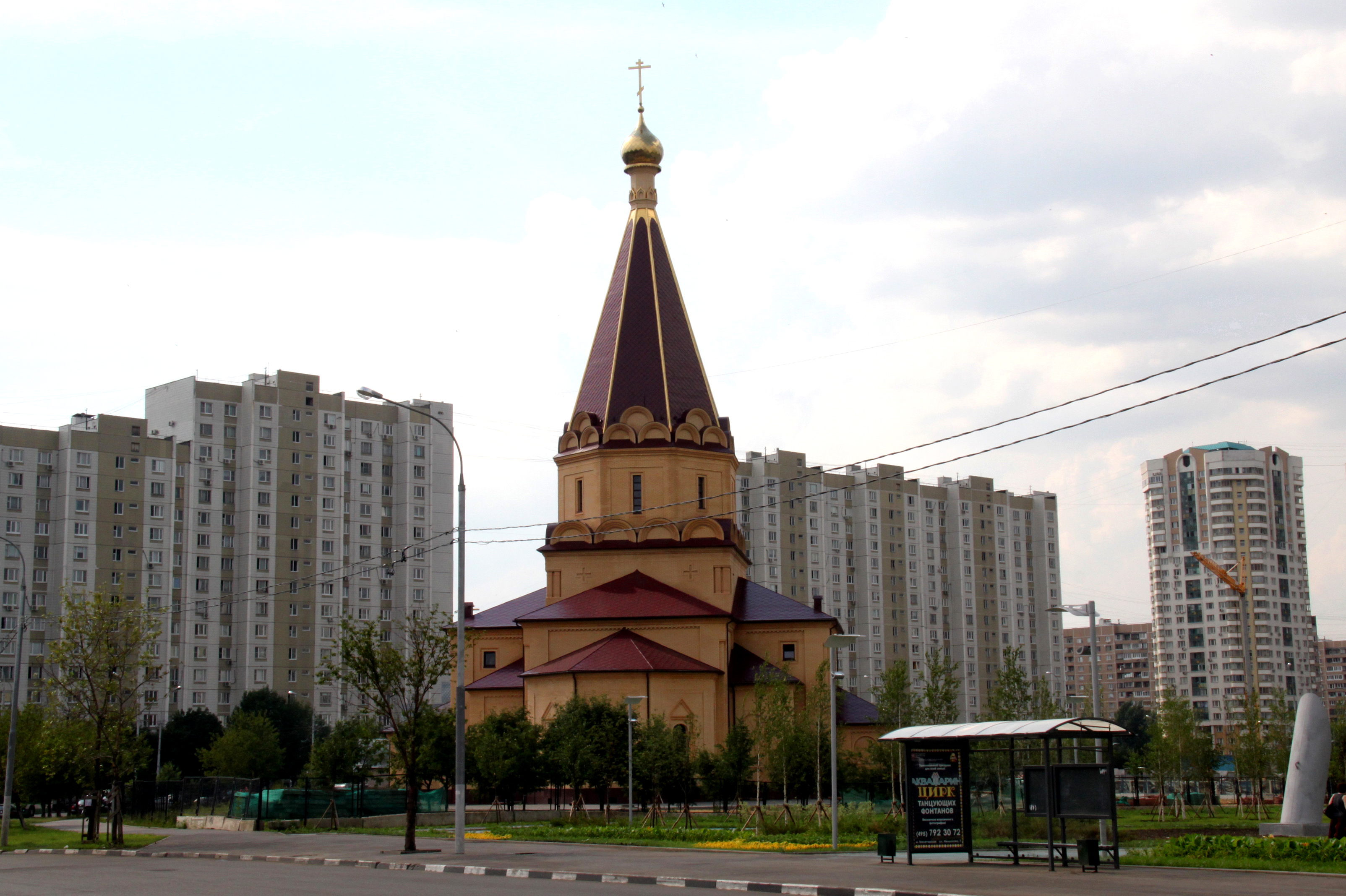
Вид на храм

В начале XVII века в селе Братеево была построена деревянная сельская церковь, затем вместо неё воздвигли другую, также деревянную, с колокольней на каменном фундаменте. Её перенесли из села Рождествено Московского уезда. В ней было два престола: главный, в честь Усекновения честной главы Святого Иоанна Предтечи и боковой — Святого мученика Власия. 27 мая 1890 года была завершена закладка нового каменного храма, а к середине октября храм был уже готов. Он был построен на высоком месте, за селом, «в византийском стиле», с тремя поставленными в ряд престолами и обширным куполом. 3 ноября 1892 года состоялось освящение храма.
Деревянная церковь была разрушена в 1920-е годы. Каменная была закрыта в 1930 году и переделана под клуб. Окончательно её разрушили, по одним данным, в 1940-е годы, по другим, в 1980-е годы, при сносе села.
4 января 1996 года учреждён приход воссоздаваемого храма Усекновения Главы Иоанна Предтечи в Братееве. Рядом с местом предполагаемого восстановления храма был построен храм-часовня Живоначальной Троицы.
Специально для храма в Братееве был изготовлен фарфоровый иконостас в Санкт-Петербурге, в керамической мастерской «Гильдии Мастеров» Юрия Волкотруба.
Закладной камень в основание храма был освящён 10 февраля 2010 года архиепископом Истринским Арсением. 23 сентября 2012 года Святейший Патриарх Кирилл совершил великое освящение нового храма.

## Духовенство
- Настоятель храма — Протоиерей Олег Воробьёв

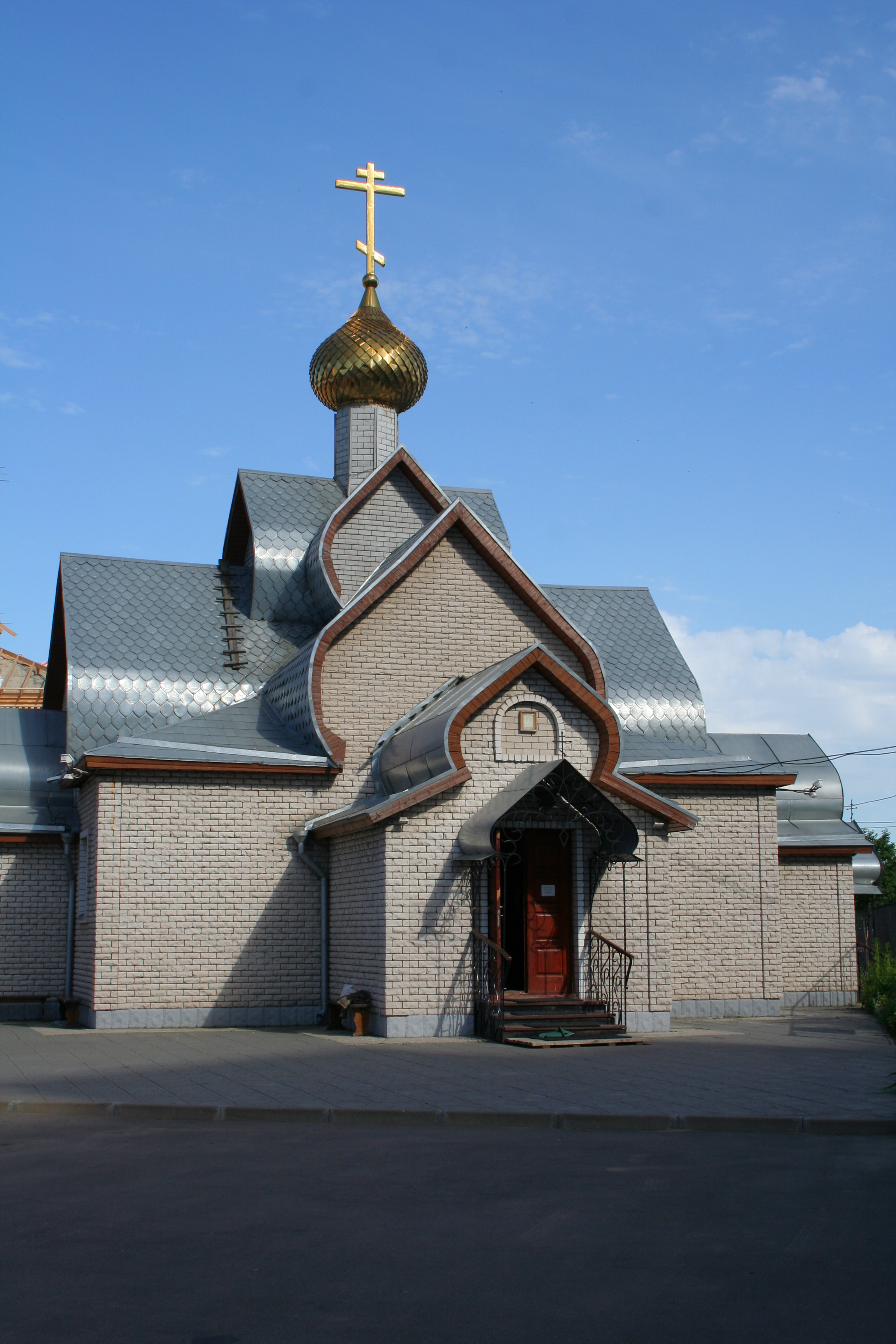
Храм-часовня Живоначальной Троицы в Братееве (недалеко от храма)

- Священник Дмитрий Кузьмин[5]